# 尚学館小学校
尚学館小学校（しょうがっかんしょうがっこう）は、宮崎県延岡市大峡町にある私立小学校。
宮崎県内では初の私立小学校として平成18年4月に開校した。

## 概要
- 系列校 - 延岡学園高等学校・尚学館中学校